# 水荫路
水荫路位于中华人民共和国廣東省广州市天河区，是一条呈「┓」走向的道路，西北起先烈东路，南至环市东路、天河路交汇处。道路北段有广州话剧团、广东歌舞剧院、广州画院、星海音乐学院等文艺单位。

## 与之交汇道路
顺序由西北往东南排列，粗体字为主干道。
- 先烈东路
- 水荫一横路
- 水荫四横路
- 水荫横路
- 水荫二横路
- 环市东路、天河路、梅花路

## 公共交通
- 广州地铁5号线動物園站
- 广州地铁6号线沙河頂站

均在鄰近水蔭路位置設有出口。